# Tốc độ Thâm Quyến

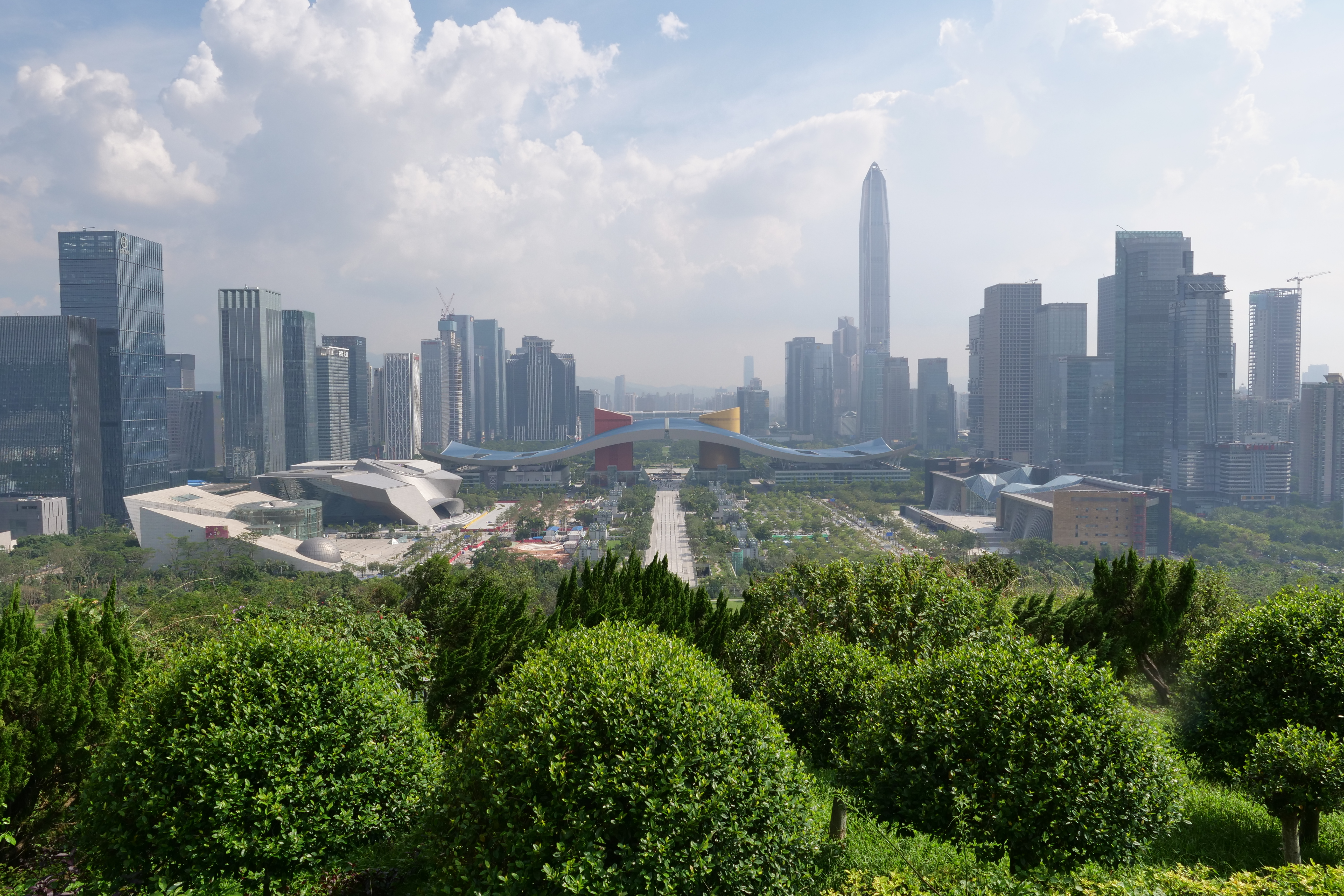
Trung tâm Hành chính Thâm Quyến.

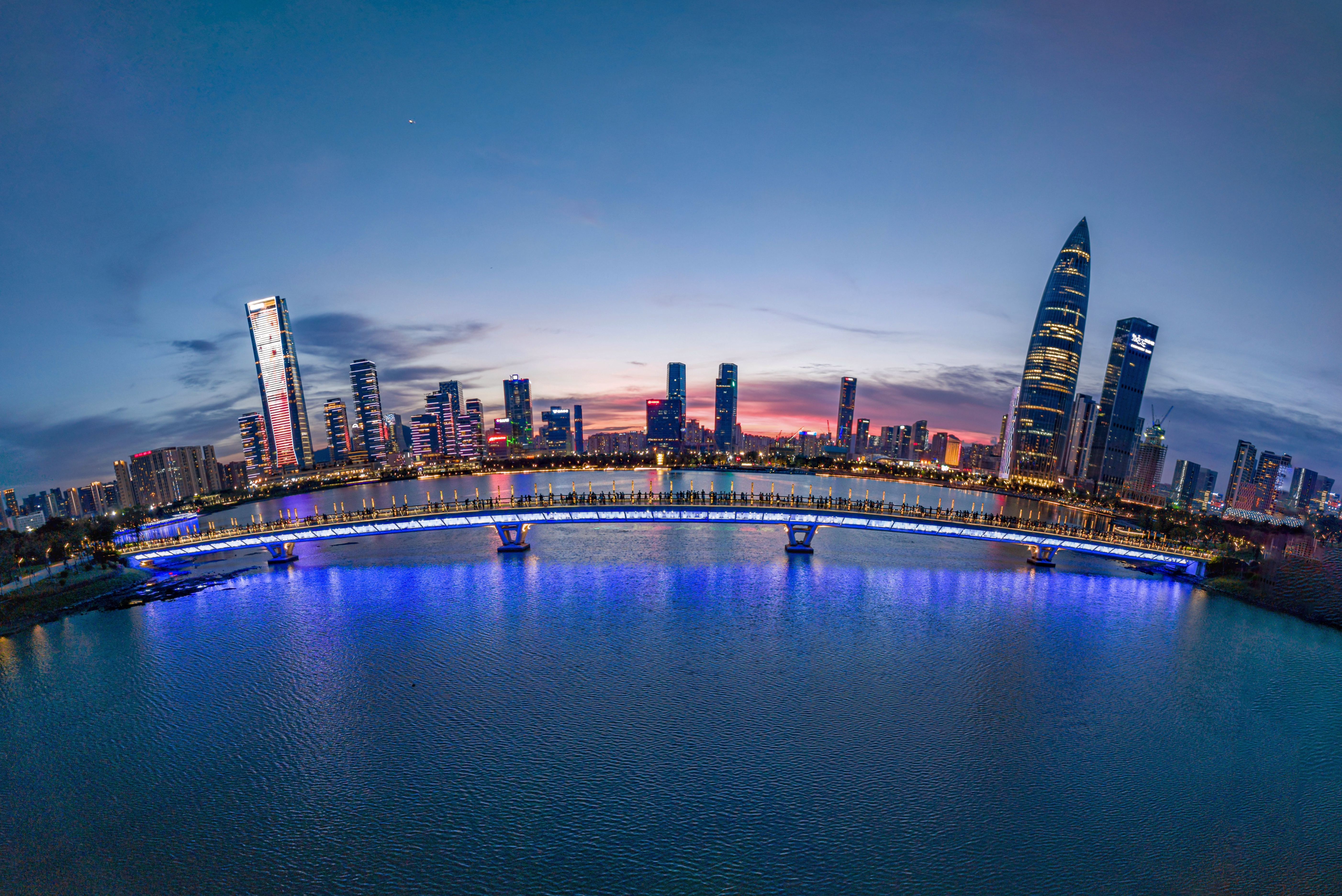
Cảnh đêm của Vịnh Thâm Quyến.

Tốc độ Thâm Quyến (tiếng Trung: 深圳速度) là một thuật ngữ ban đầu được sử dụng trong giai đoạn đầu của cải cách kinh tế Trung Quốc để mô tả quá trình xây dựng nhanh chóng Tòa nhà Quốc Mậu ở Thâm Quyến, Trung Quốc. Là tòa nhà cao nhất Trung Quốc vào thời điểm đó, Tòa nhà Quốc Mậu do Công ty TNHH Tập đoàn Cục Kỹ thuật Xây dựng 3 Trung Quốc xây dựng, tự hào có tiến độ xây dựng hiệu quả, trong đó việc hoàn thành mỗi tầng chỉ mất ba ngày.
Thuật ngữ này được dùng để mô tả sự phát triển nhanh chóng của Thâm Quyến trong vai trò là một trong những đặc khu kinh tế đầu tiên của Trung Quốc, được gọi là "Thung lũng Silicon của Trung Quốc" và "Thành phố Tức thời". Kể từ năm 1979, Thâm Quyến đã chuyển đổi từ một làng chài nhỏ thành một trong những trung tâm công nghệ quan trọng nhất thế giới với mức thu nhập bình quân đầu người cao nhất ở Trung Quốc đại lục. Vào năm 1984 và 1992, Đặng Tiểu Bình, nhà lãnh đạo tối cao của Trung Quốc lúc bấy giờ và là "Kiến trúc sư trưởng công cuộc cải cách và mở cửa", đã thực hiện các chuyến thị sát tới Thâm Quyến, tán thành "tốc độ Thâm Quyến" và mô hình phát triển của các đặc khu kinh tế.